# 京斯敦之役
京斯敦之役於1862年12月14日發生在北卡羅來納州的勒诺县，是南北戰爭中北軍為遠征及控制北卡羅來納的戈爾茲伯勒而發動的第一場戰役。

## 戰事
北軍軍官佛斯特率10,000人離開新伯恩，向戈爾茲伯勒附近的威明頓與韋爾登鐵路推進，但遭受南軍的頑強反攻，最後南軍寡不敵眾而退守戈爾茲伯勒。

## 戰事結束
北軍傷亡人數為260；南軍則有525人。
佛斯特於次日再度沿河向戈爾茲伯勒推進。